# Eck Bálint
Eck Bálint (humanista nevén: Valentinus Eckius vagy Ecchius Lendanus), 16. századi orvosdoktor, bártfai főbíró.

## Életpályája
Lindauban született. Valószínűleg lutheránus vallású volt. Középiskolai tanulmányait szülővárosában végezte. Ezután a krakkói egyetemen bölcseletet, ékesszólást és költészetet tanult. Innen Thurzó Elek gróf meghívására Orsolya lányának nevelésére Magyarországra jött. rövid ideig Bártfán is tanított. Tanítványai közé tartozott Leonard Stöckel is. Később visszahívták Krakkóba a költészeti tanszékre. Ezután Thurzó Elek gróf pártfogásával Bártfa városa ismét iskolaigazgatóvá s utóbb bírájává választotta; ezen idő alatt (1539-41) Révay Ferenc nádori helytartó fiainak házigazdája volt. 1533 után Kassán is tanított. Nemcsak az ékesszólásban, költészetben és bölcseletben, hanem a természettudományokban, sőt az orvosiakban is járatos volt.

## Művei
Kiadta Horatius és Prudentius néhány művét, alkalmi költeményeket, tankönyveket is írt.
- Elegiacum Carmen in laudem Philippi Bervaldi, ad Rudolphum suum Agricolam… Cracoviae, 1512
- Hymnus exhortatorius ad Cracoviam… Uo. 1514
- Lucii Flori Bellorum Romanorum Libr. IV…. Uo. 1515
- De arte versificandi opusculum… Uo. 1515 (újabb kiadásai Uo. 1521 és 1539)
- Utrum prudenti Viro sit ducenda Vxor. Uo. 1518 (költemény Thurzó Elek tiszteletére)
- Ad Clarissimos Viros, Dominum Petrum Czipser, et Andream Reuber, Bartphani populi… Uo. 1518
- De Mundi contemptu et Virtute amplectenda Dialogus,… Uo. 1519 és 1528
- Apophoreticum Carmen de Christi Natiuitate, Elegis compositum… Uo. 1520
- De Reipublicae administratione Dialogus… Uo. 1520
- Q. Horatii Flacci Liber de Arte Poetica ad Pisones… Uo. 1521
- Q. Horatii Flacci Epistolarum Libri II…. Uo. 1522
- De Ratione legendi Auctores Libellus. Uo. 1525 és 1534
- Aurelii Prudentii Clementis Viri Consularis Liber Peristephanon, hymnos in laudem Sanctorum, qui Martyrio coronati sunt, complexus… Uo. 1526
- Diui Aurelii Augustini, Hipponensis Episcopi, de Vita Christiana ad sororem suam viduam Liber I…. Uo. 1529
- Epigrammatum Sacrorum Liber… Uo. 1537
- Epigrammata Pannoniae Luctui, quo Principum aliquot et insignium Virorum mortesaliique funesti Casus deplorantur… Uo. 1544 (Ezekből Weszprémi nyolcat közöl.)
- Elegiacon ad doctissimum Virum D. Joannem Benedictum, Cracou… Canonicum… Uo. 1545 (Ezen munkák egy részét mint bártfai tanító iskolájának használatára adta ki.)

Levelei Révay Ferenchez Lőcséről 1539. szeptember 7. 1540. június 8. november 25., 1541. január 1. 16. a Révay-család levéltárában.

## Lásd még
- A reneszánsz magyar irodalma

## További irodalom
- Klenner Aladár: Eck Bálint, Thurzó Elek humanista pártfogoltja. Bölcsészettudományi értekezés, Pestszenterzsébet, 1939 (MEK)